# لطف‌الله رئیسی
لطف‌الله رئیسی دهکردی سیاست‌مدار ایرانی بود، که در دوره بیست و سوم مجلس شورای ملی و دوره بیست و چهارم مجلس شورای ملی بعنوان نماینده شهرکرد از استان چهارمحال و بختیاری در مجلس شورای ملی حضور داشت.